# 史蒂芬·A·史密斯
史蒂芬·安东尼·史密斯（Stephen Anthony Smith，1967年10月14日—），是美国体育节目主持人、体育专栏作家，因其篮球评论知名。

## 生平

### 早年
史蒂芬·A·史密斯在纽约皇后区的贫困家庭长大，父母是西印度群岛圣托马斯岛的移民。他小学时曾因阅读理解测试不及格而留级。他从高中毕业后，在纽约州立大学旗下的时尚技术学院读了一年，转学到北卡罗来纳州的传统黑人大学——温斯顿-塞勒姆州立大学。他在温斯顿-塞勒姆州立获得了篮球奖学金，但第一年就遭遇膝盖骨折，之后未能重返赛场。

### 报社起步
史蒂芬·A·史密斯的媒体生涯起步于温斯顿-塞勒姆当地的日报《温斯顿-塞勒姆杂志》。他为该报社的体育专栏写稿，报道当地威克森林大学协会足球赛事等新闻。他之后先后在北卡罗来纳州格林斯伯勒报社《新闻与记录》的海波因特分部和《紐約每日新聞》工作。1994年，他加入了
《费城问询报》。

### 初登电视
1999年，史蒂芬·A·史密斯开始在CNN/SI电视台担任体育节目分析师，他的评论特点为以坚持绝对肯定的口吻。2003年，他加入ESPN担任赛前节目分析师，他会对教练、球员和老板发表情绪化、带有强调口吻的即兴评论，因而总能制造关注点。克利夫兰骑士老板丹·吉伯特评价史蒂芬更像是一个艺人而不是记者。2005年，他在ESPN有了自己的电视节目，为每晚一小时的脱口秀《Quite Frankly》（坦白地讲），“Quite Frankly”也是他在点评时常用的词。

### 失业危机
2007年，他在ESPN的脱口秀被收视率低迷而取消，转而继续担任分析师。同年，他被《费城问询报》解除专栏作者职位，降职为综合报道记者，消息人士称其花了过多时间在ESPN而忽视了报社的工作。2008年，他被《费城问询报》解聘，他反击称报社所作是“恶意的、故意的和报复性的”。2009年，他和ESPN无法就续约合同达成一致，离开ESPN。

### 事业起飞
在2009年离开ESPN后，他在福克斯体育主持早间电台节目。在这一时期，史蒂芬·A·史密斯因爆料艾倫·艾佛森退役和预测热火三巨头组队而开始出名。2011年，ESPN将他返聘，负责主持纽约尼克斯和洛杉矶湖人的电台节目。2012年，ESPN大幅改版早间电视节目《First Take》，加入一对一的辩论环节，邀请史蒂芬·A·史密斯和斯基普·贝利斯常驻。《First Take》因为针锋相对的辩论和争议性的观点而广受关注，史蒂芬·A·史密斯也名声大噪，自此成为了ESPN的当红人物。2019年，他和ESPN签下了为期五年、每年近800万美元的合同，成为了当时ESPN收入最高的直播主持人。